# 쇼와테쓰도 고등학교
쇼와테쓰도 고등학교(일본어: 昭和鉄道高等学校:しょうわてつどうこうとうがっこう 쇼와테쓰도코우토우갓코우[*], 영어: Showa Tetsudo High School)는 학교법인 호쇼학원이 운영하는 도쿄도 도시마구 이케부쿠로혼 정 3초메에 있는 사립 고등학교이다.
테쓰도(鉄道:てつどう)는 일본어로 철도라는 뜻인데, 일본에서 유일하게 학교 이름에 테쓰도라는 말이 포함되어 있다.

## 개요
기본 교과에 더하여, 1학년은 철도에 관한 개념을 파악하고 학습한다. 2학년은 실제로 철도 기업의 차량 공장 내를 견학하고, 철도 기업 등에서 인턴십도 한다. 3학년은 그것을 총정리하여 학습한다.
2006년에는 운수과와 기관과가 철도과로 통합되어, 2006년 입학생들부터 적용되었다(1학년은 교육과정이 같고, 2학년부터는 운송 서비스 코스와 운송 시스템 코스로 나뉜다).
2000년 10월 도시마가쿠인 고등학교와 이 학교는 학교에서 가까운 버스 정류소인 "고쿠사이코교(이케부쿠로 4(욘)초메)"의 스폰서를 담당하기 시작했다. 도부 도조선 기타이케부쿠로 역 승강장에 도쿄교통단기대학과 공동으로 광고 간판도 설치하였으나, 2003년에 두 학교 모두 후원을 중지하였다.

## 역사
1928년, 철도 종사자를 위한 야간 정시제 고등학교로 개교한 이후 철도, 교통을 중심으로 하는 산업 교육을 실시하여 현재까지 17,000명 이상의 졸업생을 배출하였다. 이와쿠라 고등학교와 함께 철도고등학교로 알려졌으며, 운수과(運輸科)와 기관과(機関科)만 있었으며, 보통과는 없었다. 또한 본래는 남학교였으나, 2004년에 남녀공학이 되었다. 이에 따라 새 교사(校舎)도 완공되었다.

### 연혁
- 1928년 7월 18일: 도쿄부 도쿄 시 간다 구 간다미사키 정에 쇼와철도학교(昭和鉄道学校)라는 이름으로 개교함.
- 1932년: 교명을 쇼와고등철도학교(昭和高等鉄道学校)로 변경함.
- 1935년: 도쿄부 도쿄 시 도시마 구로 이전함.
- 1951년: 도시마가쿠인과 쇼와가쿠인이 합병되어 학교법인 도시마가쿠인이 운영하게 됨.
- 1967년: 세이부 철도가 이 학교에 220형 증기기관차 220호를 기증함.
- 1983년: 일본국유철도 101계 전동차의 운전대, 제어 장치, 출입문 장치 등의 실습 장비를 도입함.
- 1992년: 제4부지에 데이토코소쿠도코쓰(제도고속교통) 영단이 이 학교에 마루노우치 선 차량(500형 685호차)을 기증함.
- 1994년
  - 제1교사(校舎)에 운전 시뮬레이터 실습실을 완공함.
  - 4월 1일: 교복을 가쿠란에서 블레이저 타입으로 변경함(단, 기존에 가쿠란 교복을 입고 있던 학생은 그대로 입을 수 있었다).
- 1998년
  - 설립 70주년.
  - 쇼와테쓰도 고등학교 교가를 제정함(이전까지는 도시마가쿠인의 교가를 사용하였었다).
- 1999년
  - 새 교사(校舎) 완공. 낙성식을 함.
  - 교사 명칭을 바꿈.
- 2001년: 운전 시뮬레이터관 완공.
- 2002년 3월: 새 실습관 완공.
- 2003년
  - 구 교사 철거를 위하여 1967년에 세이부 철도로부터 기증 받았던 증기기관차를 미에현 욧카이치시의 산기 철도로 양도함.
  - 제4호관 완공.
- 2004년
  - 4월: 운송과와 기관과 모두 남녀공학이 됨(공학 1기생 입학). 교복이 변경됨.
  - 8월 26일: 2호관 완공(철도 교사).
- 2006년: 운수과와 기관과가 철도과로 통합됨(2006년 입학생부터 적용됨. 철도과 내에서 2학년부터 기존의 운수과에 해당하는 운수 서비스 코스와 기존의 기관과에 해당하는 운수 시스템 코스로 나뉨).
- 2007년
  - 공학 1기생 졸업.
  - 9월: 《철도의 구조와 달리는 방법》(鉄道のしくみと走らせ方) 출판. 이 학교에서 교과서로 사용하기 시작함.
- 2008년
  - 설립 80주년.
  - 운수과와 기관과를 다니던 2005년 입학생들이 졸업하면서, 운수과와 기관과가 완전히 폐지됨.

## 도시마가쿠인 고등학교와의 관계
같은 법인이 운영하는 학교인 도시마가쿠인 고등학교와는 같은 학교의 다른 과처럼 공유하는 부분이 많다.
예를 들어, 학교법인 도시마가쿠인 소속의 강사가 두 학교 모두의 수업을 담당하는 경우도 많으며, 체육관, 음악실, 미술실, 가정과실, 무도장, 도서실(스터디 홀) 등의 특별 교실, 강당 및 운동장은 두 학교 공동이며, 두 학교가 스카이브릿지라고 불리는 고가통로로 연결되어 있다. 또한 생도회(학생회) 활동인 생도총회도 두 학교 공동으로 실시한다. 동아리도 야구부 이외에는 전부 두 학교 공동이다(야구부는 일본 고등학교 야구 연맹 등록 상의 이유로 두 학교가 각각 따로 시행한다). 마라톤 대화나 도쇼제(문화제) 등 두 학교 합동으로 이루어지는 행사도 많다.
단, 각 학교의 식전(式典), 체육제, 수학여행은 따로 시행되며, 교무실과 신발장도 따로 있다.

## 시설 설비
- 운전 시뮬레이터관(運転シミュレータ館)

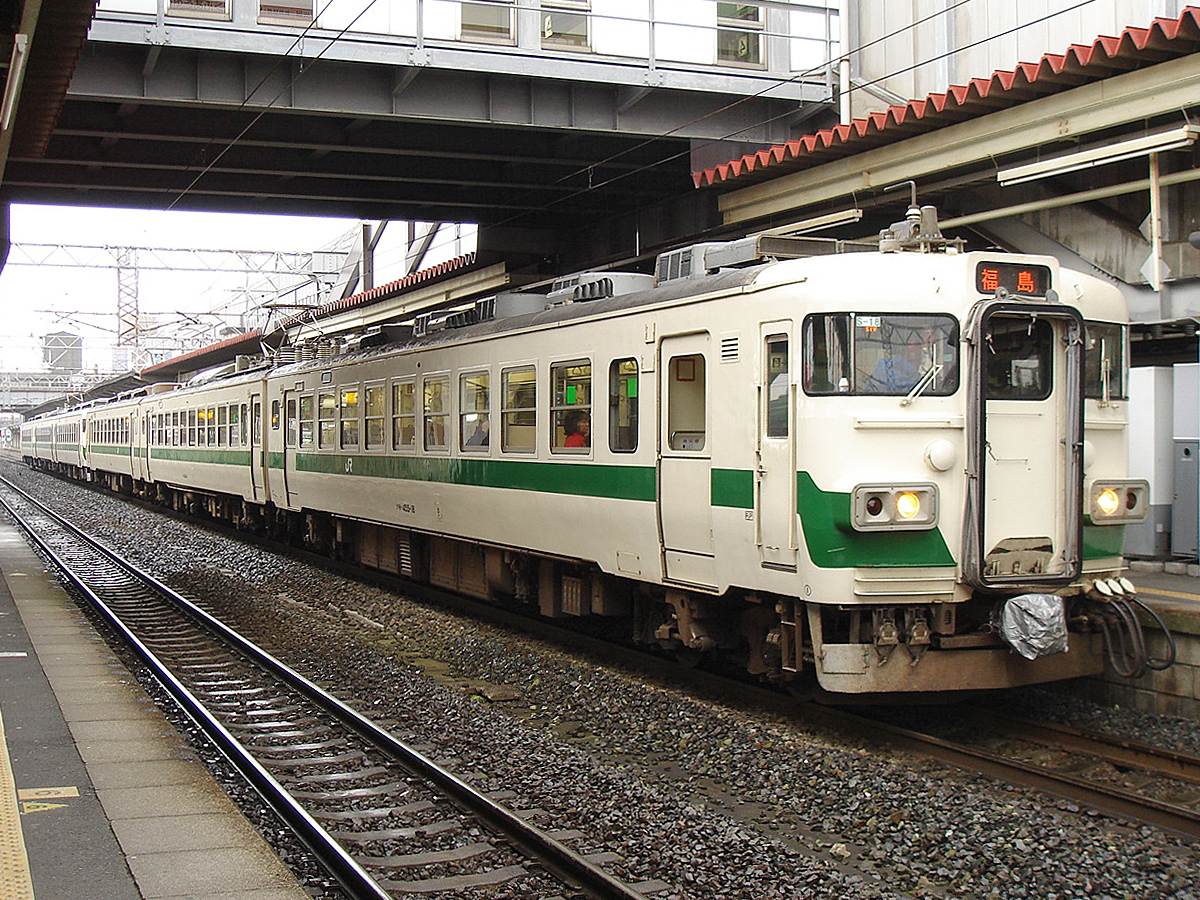
이 차량을 모티브로 운전 시뮬레이터를 만들었다. 사진은 일본국유철도 455계 전동차.

  - 2001년에 완공한 운전 시뮬레이터관에는 205계(야마노테 선 도색)와 455계 두 개의 시뮬레이터가 있다. 운전 조작이 가능하며, 이외에도 기관사와 차장으로 역할을 분담하여 승무 실습도 할 수 있다. 또한 승무와 운전지령이 연동하여 실행하는 조치 훈련 등도 할 수 있다.
  - 2009년 1월에는 JR 동일본의 역에서 사용되고 있는 발차 멜로디 스위치가 도입되었다. 스위치를 켜면 교가가 흘러나온다.
- 철도 실습실(鉄道実習室)
  - 101계 운전대, 제어 기기류 - 일본국유철도가 사용한 운전대, 주제어기, 차단기, 회로 표시판이 탑재되어 있다. 속도 제어의 구조와 브레이크의 기본 구조 학습에 쓰인다.
  - 101계 출입문 장비 - 위 운전대에서 여객용 출입문을 독립시킨 것으로, 차장 스위치의 조작으로 개폐한다. 출입문 개폐 구조 학습에 쓰인다.
  - 205계 시뮬레이터 - 205계의 미니 시뮬레이터이다. 조작에 따라 화면이 변하고, 선로 제표(諸票)를 확인하여, 가속도를 계산할 수 있다.
  - 계전 연동 장치 - 도큐 덴엔토시 선 가지가야 역에서 사용되었던 장치이다. 역 구내의 신호기, 전철기 등을 집중 조작하여, 안전에 대한 기능을 배우는 데 쓰인다. 이 장치는 1991년 9월, 도쿄급행전철주식회사에서 기증한 것이다.
  - 전동발전기(MG) 컷 모델 - 전동발전기의 일부를 잘라 낸 것으로, 내부 구조를 관찰할 수 있다. 전동기의 구조 이해와 전기차의 전시 회로 학습에 쓰인다.
  - 집전장치(팬터그래프) - 실제로 사용되었던 하부교차형의 집전장치이다. 101계 운전대의 스위치와 연동된다.
  - 레일, 침목 - 3 종류의 침목과 체결 부분만 자른 레일 교재이다.
  - 철도용 신호기 - 실물을 교재화한 것으로, 스위치 조작으로 진행, 감속, 주의, 정지의 신호 표시를 점등할 수 있다. 또한 색등식 입환신호기와 진로표시기로도 사용할 수 있다.
- 전차운전제어실습실(電車運転制御実習室)
- 로코 스테이지(ロコステージ)
- 그린 테라스(グリーンテラス)
- PC룸(PCルーム) 2개 (쇼와테쓰도 고등학교 교사와 도시마가쿠인 고등학교 교사에 각 1개씩 있음)

## 학교 개요

### 교훈
질실강건(質実剛健)

### 설치 학과
- 철도과(鉄道科) - 1과 2코스제로, 1학년은 교육과정이 같으며, 2학년부터 두 코스로 나뉜다.
  - 운수 서비스 코스(運輸サービスコース) - 커리큘럼 내용 상으로는 철도과로의 학과 통폐합 이전의 운수과(運輸科)에 해당한다. 일반 과목은 관광학, 경영학계 등 문과 대학으로의 진학에도 대응하고 있으며, 여행취급, 철도개론 등 서비스업 및 관광업에 필요한 학습을 위주로 커리큘럼이 편성되어 있다. 여행업무취급관리자 자격 등 다양한 자격증 취득에도 대응하며, 관광업 등 접객을 중심으로 한 여객 서비스 등의 업종에도 대응한다.
  - 운수 시스템 코스(運輸システムコース) - 커리큘럼 내용 상으로는 철도과로의 학과 통폐합 이전의 기관과(機関科)에 해당한다. 철도차량, 선로신호, 철도의 구조, 전기회로 등을 학습하는 공학적 커리큘럼이다. 기관사, 차장, 역무원에게 필요한 지식과 기술 부문, 기계 분야에 대응한다.

#### 과거에 존재했었던 학과
- 운수과(運輸科, 학년당 3학급, 약 150명)
- 기관과(機関科, 학년당 2학급, 약 100명)

당시에는 입시 단계에서 학과를 선택해야 했으며, 도중에 학과를 바꾸는 것은 불가능했었다.

### 교육 목표
- 자신의 장래를 개척하는 힘을 가진 인간성이 풍부한 학생의 육성(自らの将来を切り拓く力を持った、人間性豊かな生徒の育成)
- 자주성이 풍부하고, 자치 활동에 적극적으로 참여하는 학생의 육성(自主性に富み、自治活動へ積極的に参加する生徒の育成)
- 인간 존중의 이념을 바탕으로, 진행중인 세계 평화를 희구하는 학생의 육성(人間尊重の理念に基づき、進んで世界平和を希求する生徒の育成)

### 교가
- 작사 • 작곡 - 무라타 시게루
- 편곡 - 호도쓰카 시게키
  - 1998년에 설립 70주년을 맞이했을 때 기념 사업의 일환으로, 교가를 수록한 CD를 제작하여 당시의 신입생, 재학생, 학교 관계자들에게 배포하였다.
  - 교가는 마루노우치 선 차량이 기증되었던 1992년을 축으로 하여 크게 일신된 교가이다.

### 수업
수업은 국어, 영어, 수학, 이과, 사회 등의 일반 과목과 여객영업, 철도기초실습, 운전이론 등 철도에 관한 전문 과목을 배운다.
- 여객영업(旅客営業) - 1학년 수업. 주 3회 수업하며, JR의 여객영업규칙도 학습한다.
- 철도기초실습(鉄道基礎実習) - 1학년 수업. 주 2회 수업하며, 철도 차량이 움직이는 구조 등을 205계 시뮬레이터 및 각종 기계(계전 연동 장치 등)를 사용하여, 리포트에 정리한다.
- 호스피탈리티 마인드(ホスピタリティーマインド) - 2~3학년 수업. 통칭 ‘호스피’(ホスピ). 주 2회 수업하며, 비즈니스 능력 검정이라는 시험을 바탕으로 서비스업 • 일반 기업 등에서의 매너와 경어에 대해 학습한다.

### 입학 시험
입시는 일본의 대부분 고등학교처럼 추천 입시와 일반 입시로 나뉜다. 추천 입시로 선발하는 학생 수가 더 많다(정원의 반 이상이 추천 입시이다). 추천 입시는 다시 A 추천(도내 중학교 추천), B 추천(타 도부현 중학교 추천), C 추천(자기 추천)의 세 종류로 나뉜다.

#### 가점 제도
가점 제도로는 ‘자격 가점’과 ‘인물 가점’이 있다.
- 자격 가점은 실용영어기능검정시험, 일본한자능력검정, 실용수학기능검정이 3급 이상이면 내신 가점 1, 준2급 이상이면 내신 가점 2가 부여된다.
- 인물 가점은 생도회 임원, 부활동(동아리) 임원, 3년 간 개근 등 생활 면이나 특별활동, 이외의 현저한 활동 이력이 있는 자에게 부여된다.

## 클럽 활동 • 위원회
부활동(동아리), 생도회 활동, 위원회 활동 등은 자매 학교인 도시마가쿠인 고등학교와 같이 진행한다. 야구부만 일본 고등학교 야구 연맹(고야련) 등록 상의 이유로 따로 활동한다.
문화부에는 예전에는 라쿠고 연구회도 존재하였으나, 재적 부원들이 졸업한 이후 입부를 희망하는 사람이 없어, 2004년에 휴부(폐부는 아님) 조치되었다.

### 운동부
- 가라테부
- 검도부
- 사이클링부
- 축구부
- 산악부
- 유도부
- 스키부
- 정구(소프트테니스)부
- 탁구부
- 농구부
- 배드민턴부
- 배구부
- 럭비부
- 육상 경기부
- 경식 야구부

### 문화부
- 바둑 쇼기부
- 영어부
- 연극부
- 음악부
- 합창부
- 사진부
- 신문부
- 취주악부
- 스튜디오 7부
- 여자 댄스부
- 낚시부
- 전기 연구부
- 자원봉사부
- 이과부
- 역사 연구부
- 서예 애호회
- 교통 자료관부
- 철도 연구부

### 생도회 • 위원회
- 생도회
- 방송위원회

## 학교 행사

### 1학기
- 4월
  - 시업식 - 입학식 - 진로적성검사(크레펠린 • SPI) - 신입생 교외 오리엔테이션(1학년) - 스포츠 테스트
- 5월
  - 중간 시험 - 생도 총회
- 6월
  - 연수 여행(2학년) - 수학여행(3학년)
- 7월
  - 기말 시험 - 예술 감상 교실 - 역무 연수(2학년) - 1학기 종업식 - 진학 합숙
- 8월
  - 여름 방학 - 하기 합숙(부활동)

### 2학기
- 9월
  - 2학기 시업식 - 취직 시험 개시 - 도쇼제(분카사이)
- 10월
  - 중간 시험 - 체육제
- 11월
  - 공장 견학 연수(2학년) - 변론 대회(2•3학년) - 마라톤 대회
- 12월
  - 기말 시험 - 2학기 종업식 - 스키 & 스노보드 교실 - 해외(일본 국외) 연수(오스트레일리아)

### 3학기
- 1월
  - 3학기 시업식 - 추천 입학 시험 - 졸업 시험(3학년)
- 2월
  - 일반 입학 시험 - 변론 대회(1학년)
- 3월
  - 졸업식 - 기말 시험(1•2학년) - 유도 대회(1학년) - 수료식 - 춘기 진학 보강 - 진학 합숙

## 학교 동문
- 가타기리 쓰네노리(片桐典徳)
- 가와카미 히데유키(川上英幸)
- 사쿠라이 간(櫻井寛)